# C Eriksson MAX
C Eriksson MAX är en soloföreställning med Claes Eriksson tillsammans med MAXorkestern under ledning av Anders Ekdahl. Den hade urpremiär måndagen den 15 mars 2010 på Lorensbergsteatern i Göteborg. 
Detta blir Claes Erikssons andra soloföreställning. Med den förra, C Eriksson Solo (2007), blev han 2008 nominerad till en Guldmask för Bästa manliga huvudroll i talpjäs.